# Salsa Ballers FC
Salsa Ballers FC ist ein Fußballverein aus Anguilla. Der Verein spielt in der Saison 2018 in der AFA League, der höchsten Spielklasse des Fußballverbands von Anguilla.
In der Saison 2015/16 konnte der Verein zum ersten Mal die nationale Meisterschaft gewinnen.